# Museu da Companhia Paulista
O Museu da Companhia Paulista, anteriormente chamado Museu Ferroviário Barão de Mauá, foi inaugurado em 9 de março de 1979 e está localizado em Jundiaí, São Paulo. Possui em seu acervo réplicas de locomotivas a vapor, da sala do chefe de estação e até da sala de espera para senhoras, além de maquetes de ferreomodelismo. 
Sua primeira denominação foi uma justa homenagem ao pioneiro do transporte ferroviário no Brasil, Irineu Evangelista de Souza (Barão de Mauá). No entanto, após seu restauro, foi aberto com novas bases museológicas, em 14 de maio de 1995, denominando-se Museu da Companhia Paulista de Estradas de Ferro.
Instalado em um centenário edifício de tijolos aparentes com dois andares e cerca de 1.500 m² que, por si só, já é uma obra de grande interesse histórico por lembrar as típicas construções ferroviárias, o museu desenvolve um trabalho de resgate da memória ferroviária, enfocando a sua importância no desenvolvimento da economia e progresso da lavoura cafeeira no estado de São Paulo.

## Espaços e acervo
O museu conta com um acervo de aproximadamente três mil peças divididas em quatro salas conforme descrito abaixo.

### Sala do Conselheiro Joaquim Saldanha Marinho
Conselheiro Joaquim Saldanha Marinho foi o fundador da Companhia Paulista. Nesta sala podemos encontrar uma miniatura de locomotiva a vapor fabricada nas antigas oficinas da Cia. Paulista no ano de 1926, réplicas da sala de espera para senhoras, sala da chefia, de comunicação, telégrafos, bilheteria, relógio de ponto, aparelho de mudança de via, staff elétrico, lampiões de sinalização e outros.

### Sala Engenheiro Francisco Paes Leme de Monlevade
Engenheiro Francisco Paes Leme de Monlevade foi um pioneiro da eletrificação da Companhia Paulista. Podemos encontrar nesta sala uma miniatura da locomotiva a vapor número 74, sinos, apitos e buzinas de locomotivas, troley de linha utilizado na inspeção da via férrea, miniatura da locomotiva elétrica número 403, sala destacando o interior dos carros de passageiros, balanças, faróis de locomotivas, lampiões e carrinhos de bagagem.

### Sala Jayme de Ulchôa Cintra
Jayme de Ulchôa Cintra foi diretor-presidente da Cia. Paulista. Neste piso podemos encontrar móveis da diretoria, quadro dos antigos presidentes, mobiliários, foto de locomotiva a vapor, livro de acionistas datado de 1894, tela a óleo de Jayme de Ulhôa Cintra, busto de bronze de Adolpho Augusto Pinto, primeiro chefe do escritório central da Cia. Paulista, tela histórica a óleo da chegada do primeiro trem em Campinas, em 11 de agosto de 1872.

### Sala Conselheiro Antônio da Silva Prado
Aqui, podemos encontrar a origem da Fepasa Ferrovia Paulista S/A, maquete da ponte rodo-ferroviária inaugurada em 29 de maio de 1998, interligando os estados de São Paulo e Mato Grosso do Sul (utilizada pela Ferronorte) e miniaturas de locomotivas e vagões.

## Atividades
Atendimento ao público em geral; escolas públicas estaduais e municipais e particulares, universidades, faculdades e grupos de turismo com monitoria, mediante prévio agendamento. 
No terceiro domingo de cada mês, os ferreomodelistas e amantes da ferrovia se encontram para utilizar a maquete do Museu para demonstração de miniaturas de locomotivas e composições.